# Nosálovice
Nosálovice jsou někdejší předměstská obec, dnes místní část města Vyškova. Leží 1 km západně od středu města při silnici z Vyškova do Blanska v nadmořské výšce 255 m n. m.

## Historie
V polovině 14. století byly Nosálovice rozděleny na několik částí, které sjednocoval starobrněnský klášter Králové. Nacházel se zde klášterní dvůr, který ještě roku 1481, ačkoli zcizen, se stále hlásil ke klášteru.
Nosálovice se staly součástí města Vyškov v roce 1942 společně s Nouzkou, jež byla tehdy její součástí.
Původně se Nosálovice nacházely v samostatném katastrálním území, které bylo roku 1965 začleněno do katastru Vyškova.

## Obyvatelstvo
| Místní část Nosálovice | Místní část Nosálovice | 1850 | 1869 | 1880 | 1890 | 1900 | 1910 | 1921 | 1930 | 1950 | 1961 | 1970 | 1980 | 1991 | 2001 | 2011 |
| ---------------------- | ---------------------- | ---- | ---- | ---- | ---- | ---- | ---- | ---- | ---- | ---- | ---- | ---- | ---- | ---- | ---- | ---- |
| Počet obyvatel         | celá obec              | -    | 394  | 368  | 399  | 475  | 671  | 842  | 883  | 801  | 926  | 1300 | 1604 | 1807 | 1583 | 1507 |
| Počet domů             | celá obec              | -    | 61   | 68   | 73   | 75   | 111  | 141  | 179  | 243  | -    | 312  | 333  | 381  | 390  | 411  |

## Pamětihodnosti
- Kaple Panny Marie Vranovské stojící na návsi
- Boží muka u železničního přejezdu
- Kamenný kříž z roku 1896 před kaplí
- Kamenný kříž v Purkyňově ulici
- Kamenný kříž z roku 1896 na křižovatce Purkyňovy a Nosálovské ulice

## Osobnosti
- Leo Anderle (1913–1942), pilot 311. československé bombardovací perutě RAF

## Galerie

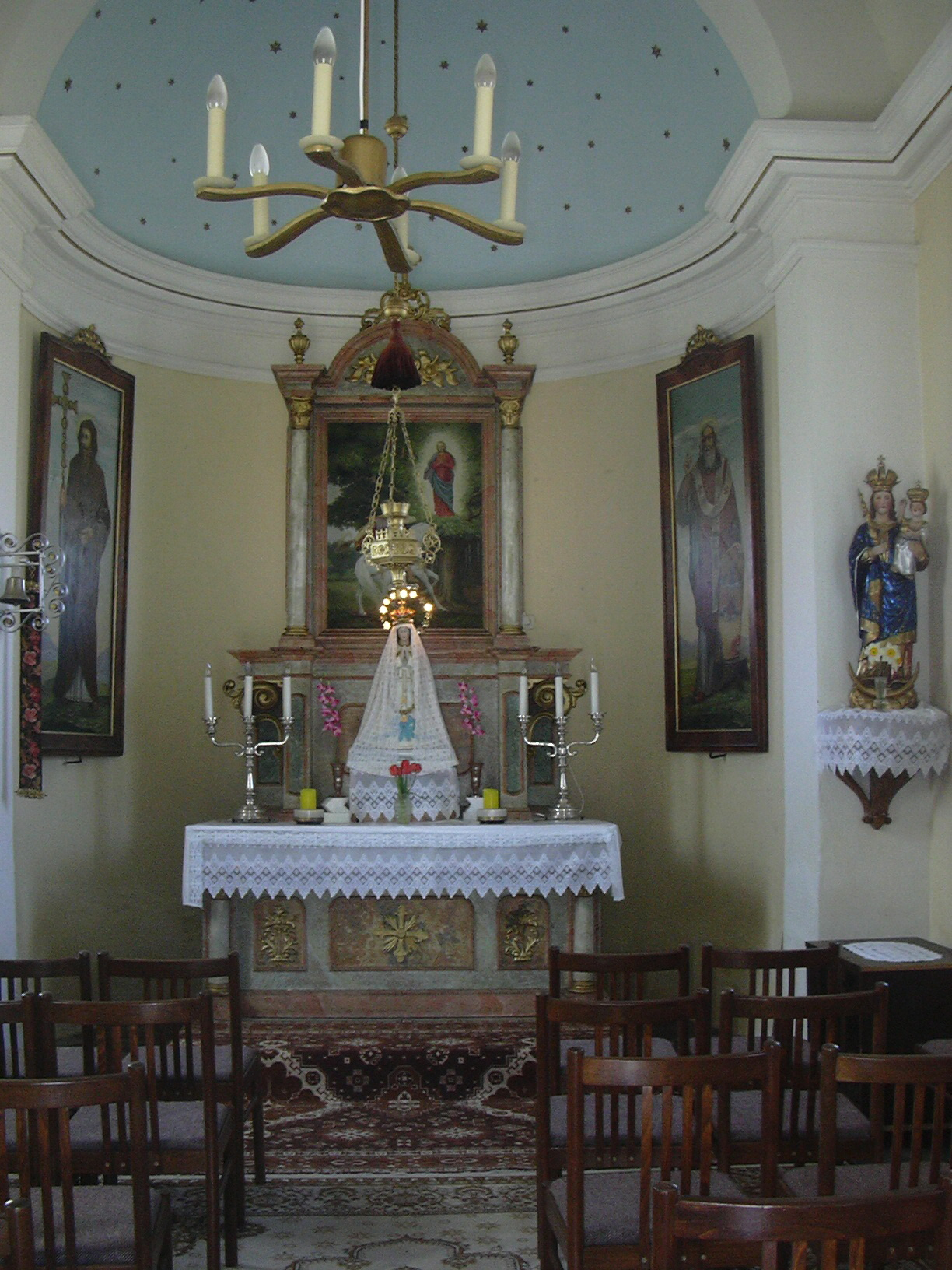
Interiér kaple Panny Marie Vranovské
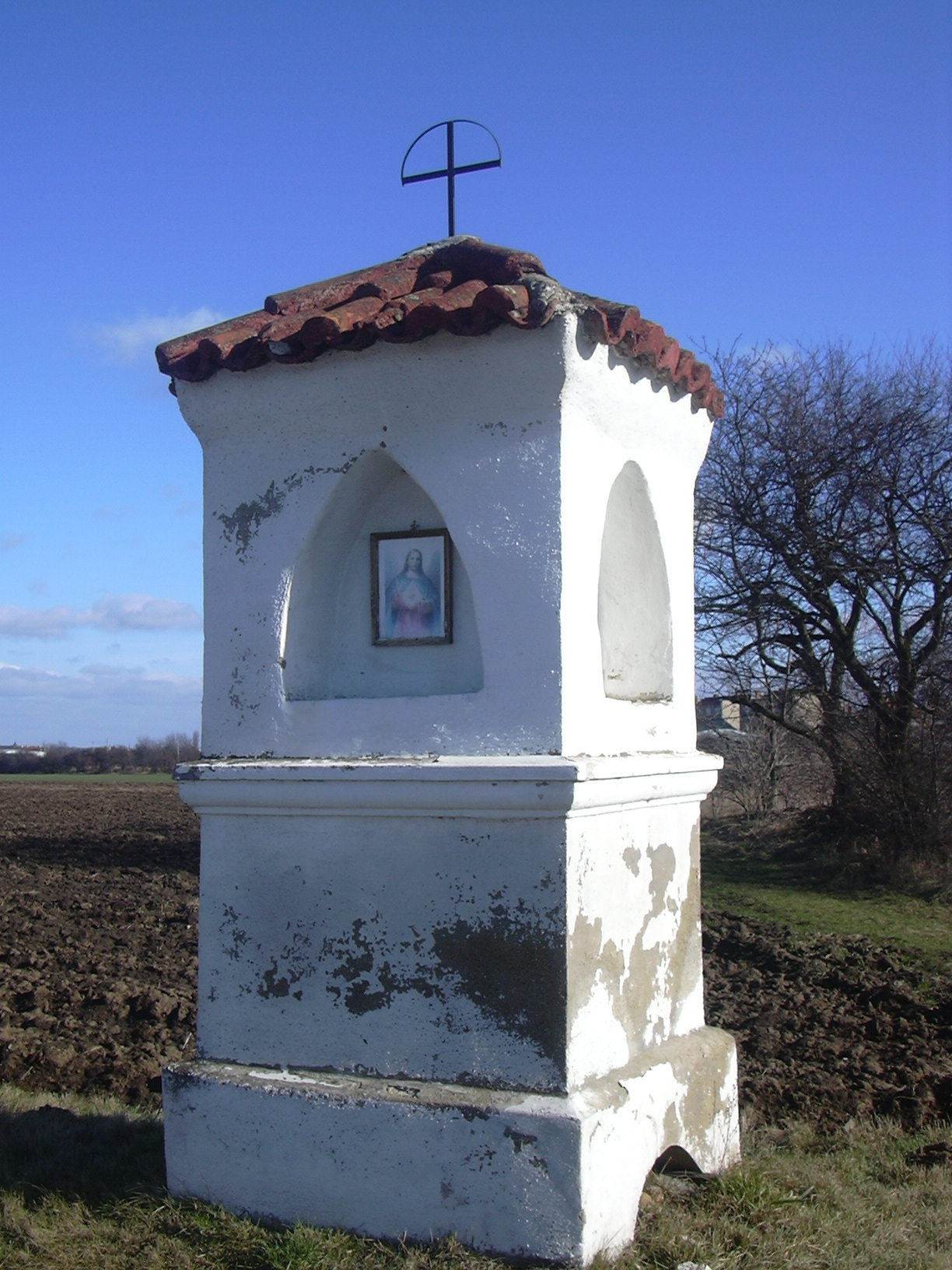
Boží muka u železničního přejezdu
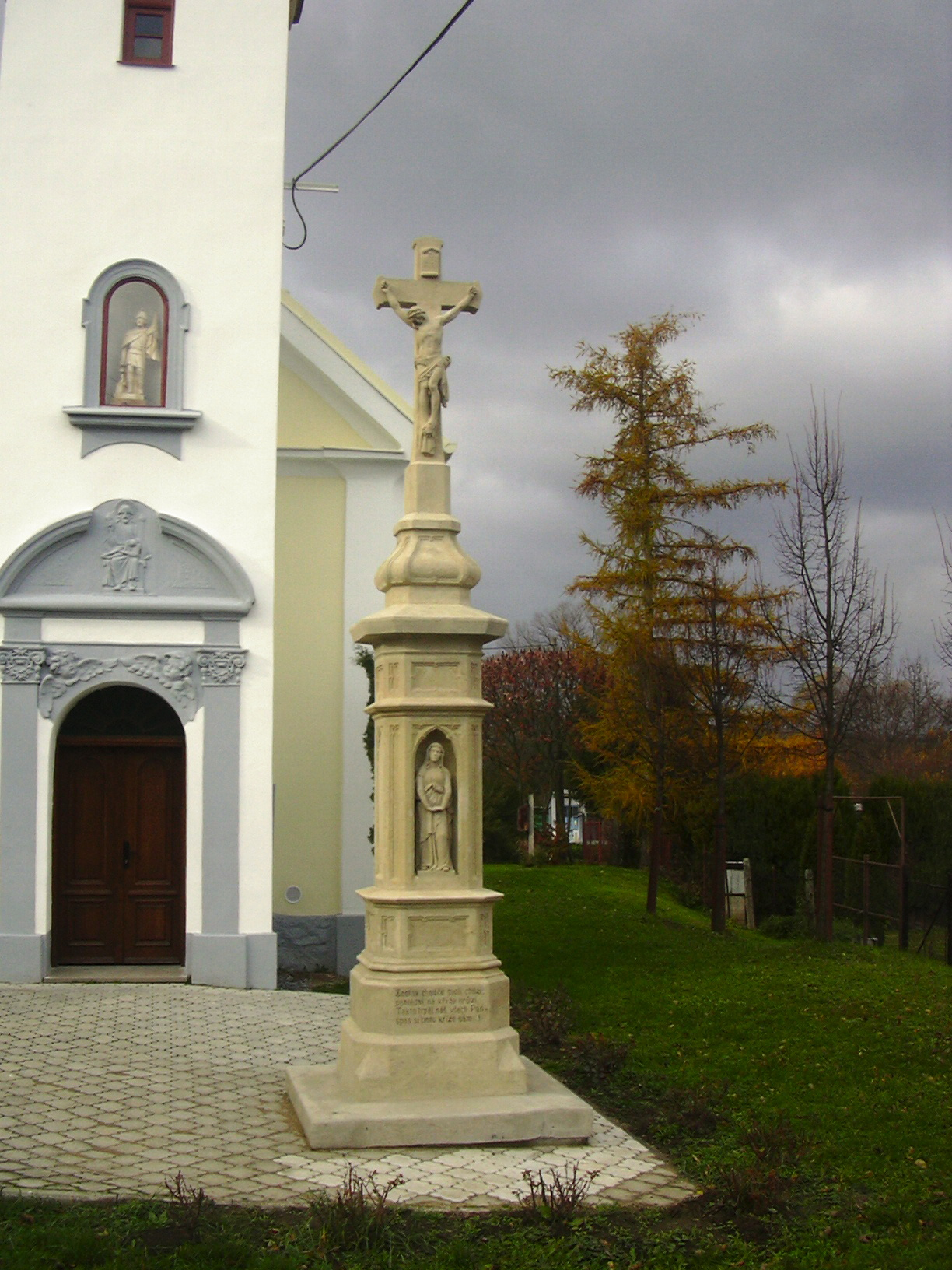
Kamenný kříž (1896) před kaplí